# پدرخوانده
پدرخوانده (انگلیسی: The Godfather) فیلم جنایی آمریکایی محصول ۱۹۷۲ به کارگردانی فرانسیس فورد کوپولا است که او فیلم‌نامه‌اش را به همراه ماریو پوزو نوشته است. این فیلم بر پایهٔ رمانی به همین نام نوشتهٔ پوزو ساخته شده‌ است که پرفروش‌ترین رمان سال ۱۹۶۹ میلادی بود. در این فیلم مارلون براندو، آل پاچینو، جیمز کان، ریچارد اس. کاستلانو، رابرت دووال، استرلینگ هایدن، جان مارلی، ریچارد کونته و دایان کیتن ایفای نقش می‌کنند. این فیلم نخستین قسمت از سه‌گانهٔ پدرخوانده است. داستان پدرخوانده از ۱۹۴۵ تا ۱۹۵۵ اتفاق می‌افتد و به شرح حال خانواده کورلئونه که زیر دست پدرسالار ویتو کورلئونه (براندو) میچرخد، می‌پردازد. هسته بنیادین داستان پدرخوانده بر تحول پسر کوچکش، مایکل کورلئونه (پاچینو) قرار دارد.
پارامونت پیکچرز امتیاز انتشار این رمان را پیش از اینکه محبوبیت پیدا کند با ۸۰٬۰۰۰ دلار به دست آورد. مدیران اجرایی این استودیو برای یافتن کارگردانی برای ساخت پدرخوانده مشکلات زیادی داشتند. چند داوطلب کارگردانی این فیلم را رد کردند و سپس کاپولا برای کارگردانی فیلم قرارداد بست اما اختلافات نظر بر سر انتخاب چندین شخصیت به ویژه ویتو و مایکل همچنان وجود داشت. فیلم‌برداری در اطراف شهر نیویورک و سیسیل انجام شد و زودتر از موعد مقرر به پایان رسید. بخش زیادی از موسیقی فیلم را نینو روتا آهنگ‌سازی کرده‌ است و ساخت چند آهنگ دیگر فیلم بر عهدهٔ کارمینه کوپولا بوده‌ است.
پدرخوانده نخستین بار در ۱۴ مارس سال ۱۹۷۲ میلادی در تئاتر لئووز استیت به نمایش درآمد و در ۲۴ مارس سال ۷۲ میلادی در سراسر ایالات متحده پخش شد. پدرخوانده پرفروش‌ترین فیلم سال ۱۹۷۲ بود و با فروش بین ۲۴۶ تا ۲۸۷ میلیون دلار در گیشه برای مدتی پرفروش‌ترین فیلم تاریخ نیز شد. این فیلم با نقدهای مثبت منتقدان و مخاطبان همراه بود. از پدرخوانده برای نقش‌آفرینی‌ها به‌ویژه نقش براندو و پاچینو، کارگردانی، فیلم‌نامه، فیلم‌برداری، تدوین، موسیقی و برای به تصویر کشیدن مافیا تحسین شده است. بسیاری از منتقدان این فیلم را بهترین فیلم تاریخ سینما آمریکا می‌نامند. پدرخوانده آغاز دوران کاری موفق کاپولا، پاچینو و سایر دست‌اندرکاران تازه کار فیلم بود. علاوه بر این باعث احیای مجدد فعالیت حرفه‌ای براندو شد که در دههٔ ۶۰ میلادی رو به افول بود، و پس از آن در فیلم‌هایی نظیر آخرین تانگو در پاریس، سوپرمن و اینک آخرالزمان بازی کرد.
این فیلم در چهل و پنجمین دوره جوایز اسکار برندهٔ جایزه اسکار برای بهترین فیلم، بهترین بازیگر نقش اول مرد (براندو) و بهترین فیلم‌نامه اقتباسی (پوزو و کوپولا) شد. علاوه بر این پدرخوانده نامزد دریافت ۷ جایزهٔ اسکار دیگر شامل بهترین بازیگر نقش مکمل مرد برای پاچینو، کان و دووال و بهترین کارگردانی برای کوپولا نیز شد. پدرخوانده از زمان نخستین پخش خود در سال ۷۲ میلادی به عنوان یکی از بزرگ‌ترین و تأثیرگذارترین فیلم‌های ساخته‌شده به‌ ویژه در سبک گنگستری مورد توجه قرار گرفته‌است. این فیلم برای قرار گرفتن در فهرست ملی ثبت فیلم کتابخانه کنگره ایالات متحده در سال ۱۹۹۰ انتخاب شده‌، که این فیلم ها «از نظر فرهنگی، تاریخی یا زیبایی‌شناختی» قابل توجه اند و از سوی انستیتوی فیلم آمریکایی، به عنوان دومین فیلم بزرگ سینمای آمریکا (پس از همشهری کین) رتبه‌بندی شده‌است. پس از آن دنباله‌های پدرخوانده: قسمت دوم (۱۹۷۴) و پدرخوانده: قسمت سوم (۱۹۹۰) منتشر شدند.

## داستان
فیلم در جشن عروسی کانی، دختر دون ویتو کورلئونه، با کارلو ریزی در لانگ بیچ نیویورک، لانگ آیلند در اواخر تابستان ۱۹۴۵ شروع می‌شود. وقت پدرخوانده برای شنیدن خواهش‌های دوستان و زیردستان چاپلوس پر شده‌است. یکی از این خواهش‌ها را پسر (خوانده) او، جانی فونتن خواننده (که گویی شخصیت او از فرانک سیناترا الهام گرفته شده‌است) مطرح می‌کند. او به نفوذ کورلئونه برای گرفتن یک نقش در فیلمی که توسط جک ولتز تهیه می‌شود، احتیاج دارد. دون کورلئونه به او اطمینان خاطر می‌دهد که همه چیز را درست کند.
در این میان، مایکل، کوچک‌ترین پسر دون، از خدمتش در جنگ جهانی دوم بازگشته‌است و به همراه دوست‌دخترش وارد جشن عروسی می‌شوند. کمی بعد وکیل خانواده، تام هاگن، وارد فیلم می‌شود. او بی‌خانمانی آلمانی-ایرلندی و دوست سانی، پسر بزرگ دون کورلئونه، بوده‌است. دون، هاگن را در کودکی به خانه آورده و مانند پسر خودش او را بزرگ کرده‌است. حال در بزرگسالی او وکیل شخصی و محرم اسرار خانواده است.
بعد از جشن، هاگن به هالیوود می‌رود و از رئیس استودیو، ولتز، می‌خواهد که فونتان را در فیلم به بازی بخواند. هاگن از طرف دون کورلئونه به ولتز برای پایان دادن به اعتصاب کاری که در حال از هم گسیختن استودیو بود، پیشنهاد کمک می‌دهد و اضافه می‌کند که دون لطف او را تا ابد فراموش نخواهد کرد. این خدمت دون در ازای واگذاری نقش کلیدی فیلم به فونتان است. ولتز که هنوز از فونتان به خاطر رابطه‌اش با هنرپیشهٔ جوانی که وی برای شکوفایی و موفقیتش وقت و پول زیادی صرف کرده بود، بسیار عصبانی است، این پیشنهاد را نمی‌پذیرد. ولتز فونتان را به این خاطر سرزنش می‌کند که باعث شده بود این هنرپیشهٔ آینده‌دار قبل از آن‌که توسط او به یک ستاره تبدیل شود، از دستش در برود و غضبناک هاگن را از منزلش بیرون می‌کند. صبح روز بعد، وقتی که ولتز از خواب برمی‌خیزد، سر بریدهٔ اسب اصیلش را که ششصد هزار دلار وقت آمریکا ارزش داشت و یک سرمایه هنگفت به حساب می‌آمد، در تخت‌خواب خود می‌بیند.
وقتی که تام به نیویورک برمی‌گردد، خانواده در حال معامله با ویرجیل سولوتزوی ترک، یک دلال با نفوذ هروئین، هستند. سولوتزو از دون کورلئونه تقاضای حمایت سیاسی و یک میلیون دلار پول برای واردکردن عمدهٔ هروئین و پخش آن می‌کند. علی‌رغم قول سولوتزو مبنی بر برگشت خیلی خوب پول، دون کورلئونه وارد معامله نمی‌شود، اما سانی بی‌تجربه برخلاف پدرش به این معامله اظهار علاقه می‌کند.
لوکا براسی، گانگستر وفادار دون کورلئونه ماًمور جمع‌آوری اطلاعات از خانوادهٔ تاتاگلیا، از حامیان سولوتزو، می‌شود. او خیلی زود توسط آن‌ها کشته می‌شود. پس از امتناع دون کورلئونه، تام هاگن توسط سولوتزو دزدیده می‌شود. خود دون، اندکی پس از خرید میوه از یک دکه مورد حملهٔ مسلحانه قرار می‌گیرد. با این تصور که دون کورلئونه از بین رفته‌است، سولوتزو هاگن را راضی می‌کند که به سانی همان پیشنهادی را بدهد که خود او قبلاً به پدرش داده بود. پس از آزادی هاگن، سانی از قبول پیشنهاد سرباز می‌زند و قول می‌دهد که برای تلافی سوء قصد به جان پدرش، که به هر نحو زنده مانده بود، با تمام قوا با تاتاگلیاها بجنگد. اکنون خانواده کورلئونه خود را برای جنگ شدید احتمالی با سایر خانواده‌ها نیز آماده می‌کند و سایر خانواده‌های مافیا برای جلوگیری از یک درگیری ویرانگر، علیه کورلئونه‌ها جبهه می‌گیرند. در حالی‌که کورلئونه‌ها جمع‌اند و تلاش می‌کنند با لوکا براسی تماس بگیرند، جلیقه براسی به دستشان می‌رسد، جلیقه‌ای که دور یک ماهی مرده پیچیده شده‌است: یک پیغام سیسیلی (لوکا براسی با ماهی‌ها خوابیده).
مایکل که در تجارت خانواده وارد نشده‌است و خانواده‌های دیگر او را به چشم یک غیرنظامی می‌بینند برای عیادت پدرش به بیمارستان می‌رود؛ ولی هیچ اثری از افراد پدرش که باید برای محافظت از او کشیک بدهند، نمی‌بیند. بدین ترتیب متوجه می‌شود که برای شلیک مجدد به پدرش، دوباره برنامه‌ای ریخته شده‌است. مایکل با این‌که کمک خواسته، نگران این است که قبل از رسیدن کمک اتفاقی بیفتد مایکل، داماد انزوی شیرینی‌فروش را که برای ادای احترام به بیمارستان آمده بود به خدمت خود می‌گیرد. به او می‌گوید که بیرون بیمارستان در کنار او بایستد و تهدید گرانه خود را مسلح جلوه دهد. بعد از مدتی ماشین‌های پلیس به سرکردگی سروان مک‌کلاسکی از راه می‌رسند. مایکل، مک‌کلاسکی را به آدم سولوتزو بودن متهم می‌کند، و او هم با یک مشت فک مایکل را می‌شکند. مایکل در عین بی‌گناهی در شرف دستگیری است که تام هاگن با کاراگاهان خصوصی از راه می‌رسند. آن‌ها حکمی از دادگاه مبنی بر حمل اسلحه دارند. مک کلاسکی صحنه را واگذار می‌کند و دون در امنیت قرار می‌گیرد.

از راست به چپ: جان کازال (فردو)، جیمز کان (سانی)، مارلون براندو (دون کورلئونه)، و آل پاچینو (مایکل)

در ادامه، مایکل داوطلب می‌شود که سولوتزو و محافظش، سروان مک‌کلاسکی را آشکارا با سولوتزو هم‌دست است از بین ببرد. آن‌ها در یک رستوران با سولوتزو و مک کلاسکی یک نشست صلح ترتیب می‌دهند. مایکل با اسلحه‌ای که قبلاً با دستور سانی در پشت سیفون دستشویی مخفی شده، هر دوی آن‌ها را در آن‌جا می‌کشد.
از ترس دستگیر شدن قاتل، مایکل به سیسیل فرستاده می‌شود و آن‌جا تحت حمایت دن تماسینو، دوست قدیمی دون کورلئونه، قرار می‌گیرد. او در شهر کورلئونه، در حین قدم زدن با محافظانش، مسحور آپولونیای زیبا می‌شود و پس از یک معاشقهٔ کوتاه او را به همسری می‌گیرد. در این خلال، در آمریکا، دون کورلئونه از بیمارستان به خانه می‌آید، و با شنیدن این‌که کشتن سولوتزو و مک‌کلاسی کار مایکل بوده، پریشان می‌شود. سانی به عنوان رهبر خانواده برادرش فردو را به لاس وگاس می‌فرستد تا با تجارت قمارخانه آشنا شود. در نیویورک، سانی تندمزاج شوهر خواهرش را به خاطر بدرفتاری با کانی، خواهر آبستنش، به شدت کتک می‌زند. پس از آن‌که کارلو، کانی را برای بار دوم کتک می‌زند، سانی به تنهایی برای انتقام‌جویی به دنبال او می‌افتد. در این حین دشمنان خانواده که در یک باجه عوارض راهداری کمین کرده‌اند سانی را به شکل فجیعی با ضرب گلوله‌های فراوان از پا درمی‌آورند.
دون کورلئونه به جای ادامه انتقام جویی‌ها، در یک جلسه با سران پنج خانواده به ناچار با قاتلین پسر بزرگش دست داده و ترتیبی می‌دهد که پسر کوچکش بتواند در امنیت کامل به خانه برگردد. در سیسیل، مایکل آمادهٔ بازگشت به آمریکا می‌شود. قبل از حرکت، یک بمب در ماشین وی کار گذاشته می‌شود. اما به جای او، آپولونیا کشته می‌شود.
در جلسهٔ سران خانواده‌های نیویورکی، دون درمی‌یابد که شخص پشت این جنگ‌ها و مرگ سانی، دون امیلیو بارزینی است، و نه فیلیپ تاتاگلیا. مایکل از سیسیل بر می‌گردد و با کی، دوست دختر سابقش، تماس می‌گیرد. می‌گوید که به او احتیاج دارد، پدرش به فعالیت خود خاتمه داده، و در طی پنج سال، خانواده کورلئونه کاملاً قانونی خواهد شد. اکنون در نبود سانی و به علت زرنگ نبودن فردو به اندازهٔ کافی، مایکل مسئول خانواده شده‌است. مایکل عازم نوادا می‌شود. در لاس وگاس، در هتل-کازینویی که نیمی از سرمایهٔ آن از کورلئونه‌هاست، و توسط مول گرین (شخصیتی که احتمالاً از باگزی سیگل الهام گرفته شده) اداره می‌شود، فردو، برادر مایکل از او استقبال می‌کند. میکایی مارکر دن، جانی فونتان را نیز فرامی‌خواند، و از او می‌خواهد که قراردادی را امضا کند که طی آن سالی چند مرتبه با کازینو در تماس جدی درآید، و همچنین از او خواهش می‌کند که دوستانش در هالیوود را هم به سوی کازینو سوق دهد. فونتان از فرصت پیش آمده برای تلافی لطف دون خوشحال می‌شود. مایکل درصدد است که تجارت روغن زیتون در نیویورک را رها کند و خانواده را به نوادا بیاورد. به مو گرین پیشنهاد خرید سهمش را می‌دهد. اما از آن‌جایی که گرین تصور می‌کند که کورلئونه‌ها ضعیف هستند، و او می‌تواند سهمش را به قیمت بهتری به بارزینی بفروشد، این پیشنهاد را با گستاخی رد می‌کند.
مایکل همراه همسرش، کی، و پسرش، آنتونیو، به خانه برمی‌گردد. در یکی از لطیف‌ترین صحنه‌های فیلم، ویتو کورلئونه متذکر می‌شود که دشمنان مایکل با تلاش برای ترتیب دادن یک نشست توسط آشنایان مورد اطمینان، درصدد کشتن او هستند و کسی که پیشنهاد این جلسه را می‌دهد قطعاً خائن است. در عین حال اعتراف می‌کند که همیشه امیدوار بوده که پسر کوچکش هیچگاه غرق تجارت خانواده نشود. کمی بعد، دون کورلئونه درحالی‌که با نوه‌اش آنتونی در باغ بازی می‌کند، به دلیل سکتهٔ قلبی جان می‌سپارد. در مراسم خاکسپاری، کاپورژیم خانواده، تسیو به مایکل پیشنهاد یک نشست با دون بارزینی را در مرغزارهای تسیو می‌دهد، یعنی جایی که مایکل احساس امنیت کند. مایکل این پیشنهاد را می‌پذیرد، ولی به خیانت تسیو به خانواده پی می‌برد. مایکل تصمیم می‌گیرد تا قبل از تعمید خواهرزاده‌اش عازم حرکت نشود.
در ادامه مایکل ترتیب کشتن سران سایر خانواده‌ها را می‌دهد. روکو لامپونه، فیلیپ تاتاگلیا را ترور می‌کند. آل نری، امیلیو بارزینی را می‌کشد. پیتر کلمنزا به ویکتور استراسی شلیک می‌کند. ویلی ویسی، کارمین کونیو را به قتل می‌رساند. در همین خلال، مو گرین هم در لاس وگاس کشته می‌شود. این لحظه‌های نفس‌گیر آدمکشی‌ها به‌وسیله تدوین موازی با صحنه شرکت مایکل در مراسم مذهبی تعمید هم‌زمان شده‌است. وقتی که تسیو و تام هاگن آمادهٔ ترک جلسه می‌شوند، تعدادی از افراد هاگن، تسیو را محاصره می‌کنند و او را به داخل ماشین خود می‌آورند. او دیگر هرگز دیده نمی‌شود. تسیو در آخرین لحظات به تام می‌گوید: «به مایک بگو به خاطر کار بود. همیشه دوستش داشتم».
به دنبال ردیابی قتل سانی، مایکل به کارلو می‌رسد و او به نقشش در قتل اقرار می‌کند. مایکل می‌گوید که کارلو به لاس وگاس تبعید خواهد شد، ولی در ماشین توسط کلمنزا خفه می‌شود. در انتهای فیلم، کی می‌بیند که کلمنزا و روکو کاپورژیم جدید به مایکل ادای احترام می‌کنند، دستش را می‌بوسند و او را «دون کورلئونه» خطاب می‌کنند. در به روی او بسته می‌شود، و این در حالی است که مایکل دقیقاً همانی شده که پدرش نمی‌خواست.

## بازیگران

مارلون براندو در نقش ویتو کورلیونه (سمت راست) و آل پاچینو در نقش مایکل کورلیونه (نشسته) در سکانسی از فیلم

- مارلون براندو در نقش دُن ویتو کورلئونه، مشهور به پدرخوانده
- جیمز کان در نقش سانی کورلئونه، پسر اول ویتو
- جان کازال در نقش فردو کورلئونه، پسر دوم ویتو
- آل پاچینو در نقش مایکل کورلئونه، پسر سوم ویتو
- تالیا شایر در نقش کانی کورلئونه، دختر ویتو
- دایان کیتن در نقش کی آدامز کورلئونه، همسر مایکل
- جیانی روسو در نقش کارلو ریتزی، همسر کانی
- رابرت دووال در نقش تام هاگن، پسرخوانده و مشاور ویتو
- لنی مونتانا در نقش لوکا برازی، پیشکار ویتو
- ریچارد برایت در نقش ال نری، پیشکار ویتو
- ریچارد اس. کاستلانو در نقش پیت کلمنزا، دوست و شریک ویتو
- ایب ویگودا در نقش سالواتوره تسیو، دوست و شریک ویتو
- آل لتیری در نقش ویرجیل سولوتسو، تاجر مواد مخدر
- ریچارد کونته در نقش املیو بارزینی، رئیس مافیا
- استرلینگ هایدن در نقش کاپیتان مک کلوزکی
- ال مارتینو در نقش جانی فونتین
- جان مارلی در نقش جک وولتز
- آلکس روکو در نقش مو گرین
- مرگانا کینگ در نقش کارملا کارلئونه
- سالواتوره کورسیتو در نقش آمریگو بوناسرا
- کورادو گیپا در نقش دان توماسینو
- فرانکو چیتی در نقش کالو
- آنجلو اینفانتی در نقش فابریزیو
- جانی مارتینو در نقش پائولی گاتو
- ویکتور رندینا در نقش فیلیپ تاتاگلیا
- تونی جورجو در نقش برونو تاتاگلیا
- سیمونتا استفانلی در نقش آپولونیا ویتلی-کارلئونه
- لوئیس گاس در نقش دان زولوچی
- تام روسکوئی در نقش روکو لامپونه
- جو اسپینل در نقش ویلی چیچی
- جولی گرگ در نقش ساندرا کارلئونه
- جینی لینرو در نقش لوسی مانچینی
- سوفیا کوپولا در نقش نوزاد مایکل فرانسیس ریتزی

دیگر بازیگرانی که در نقش‌های کوچک‌تری در سکانس‌های سیسیلی ایفا نقش می‌کنند عبارتند از، سیمونتا استفانلی در نقش آپولونیا ویتلی-کورلئونه، آنجلو اینفانتی در نقش فابریزیو، کورادو گایپا در نقش دان توماسینو، فرانکو چیتی در نقش کالو و سارو اورزی در نقش ویتلی هستند.

## تولید

### پیش ساخت
این فیلم بر اساس رمان پدرخوانده ماریو پوزو ساخته شده‌است که به مدت ۶۷ هفته در لیست پرفروش ترین‌های نیویورک تایمز باقی ماند و طی دو سال بیش از نه میلیون نسخه فروخت. این اثر که در سال ۱۹۶۹ منتشر شد برای چندین سال به عنوان پرفروش‌ترین رمان باقی ماند.
برت لنکستر و دنی توماس هر دو برای ساختن اقتباس سینمایی از این کتاب داوطلب شدند.
مدیران پارامونت پیکچرز ابتدا در سال ۱۹۶۷ زمانی که یکی از کارکنان این شرکت با معاون وقت تولید پارامونت پیکچرز یعنی پیتر بارت، در مورد دست‌نوشته شصت صفحه‌ای پوزو با عنوان مافیا تماس گرفت متوجه این رمان شدند.
بارت معتقد بود که این رمان «خیلی بیشتر از یک داستان مافیایی» ساده است و به پوزو یک پیشنهاد ۱۲٫۵۰۰ دلاری برای نوشتن رمان و همچنین ۸۰٫۰۰۰ دلار برای ساخت فیلم سینمایی آن به پوزو داده شد. وکیل پوزو به او گفته بود که این پیشنهاد را رد کند، پوزو که اما به دنبال پول بود این معامله را پذیرفت.
رابرت ایوانز یکی از تهیه‌کنندگان پارامونت نقل می‌کند که: «وقتی آنها در اوایل سال ۱۹۶۸ برای بستن قرار داد پدرخوانده ملاقات کردند، پوزو به او گفت که ۱۰٫۰۰۰ دلار برای پرداخت بدهی‌های که بر سر قمار بالا آورده نیاز دارد، و من به او پیشنهاد ۱۲٫۵۰۰ دلار را برای حق امتیاز کتاب و ۸۰٫۰۰۰ دلار برای حق امتیاز فیلم دادم.»
در مارس ۱۹۶۷ پارامونت اعلام کرد که آنها با پوزو به توافق رسیده‌اند و امید به ساخت اقتباس سینمایی از پدرخوانده دارند.
در سال ۱۹۶۹ پارامونت تصمیم خود مبنی بر ساخت فیلمی از این رمان را که به قیمت ۸۰٫۰۰۰ دلار خریده بود را، نهایی کردند.
پارامونت خواستار اکران این فیلم در کریسمس سال ۱۹۷۱ بود.
در ۲۳ مارس ۱۹۷۰، آلبرت اس. رودی به عنوان تهیه‌کننده فیلم معرفی شد. دلیل این انتخاب این بود که او به خاطر ارزان ساختن فیلم‌هایش در هالیوود مشهور بود.

### کارگردان

فرانسیس فورد کاپولا در پشت صحنه پدر خوانده (از راست به چپ:جان کازال، آل پاچینو، کاپولا، مارلون براندو، جیمز کان)

ایوانز بر این باور بود که این فیلم باید توسط یک آمریکایی-ایتالیایی کارگردانی شود. فیلم مافیایی قبلی پارامونت برادری، در گیشه فروش پایینی داشت. ایوانز معتقد بود که دلیل فروش پایین آن در گیشه فقدان بازیگران و کارگردانان ایتالیایی‌تبار بوده‌است. سرجیو لئونه اولین انتخاب پارامونت برای کارگردانی این فیلم بود. لئونه این پیشنهاد کارگردانی این فیلم را رد کرد؛ زیرا که او می‌خواست روی فیلم مافیایی خودش روزی روزگاری در آمریکا کار کند. پارامونت سپس به پیتر بوگدانوویچ پیشنهاد ساخت این فیلم را داد، اما او نیز این پیشنهاد را رد کرد زیرا به ساخت فیلمی دربارهٔ مافیا علاقه نداشت. همچنین، به پیتر یتس، ریچارد بروکس، آرتور پن، فرانکلین جی. شافنر، کاستا-گاوراس و اتو پرمینگر کارگردانی پدرخوانده نیز پیشنهاد شد اما تمامی آنها این پیشنهاد را رد کردند.
دستیار ارشد ایوانز پیتر بارت، فرانسیس فورد کاپولا را که یک کارگردان ایتالیایی‌تبار بود به ایوانز معرفی کرد. بارت معتقد بود که پس از فروش پایینی که آخرین فیلمش مردمان باران در گیشه داشت، پارامونت می‌تواند مبلغ کمتری را به عنوان دستمزد به کاپولا پرداخت کند و بودجه ساخت فیلم را کاهش دهد. کاپولا نیز در ابتدا پیشنهاد کارگردانی این فیلم را رد کرد، زیرا او رمان پوزو را سخیف و عامه‌پسند می‌دانست و آن را با عنوان «بسیار بی‌ارزش» توصیف کرد. در آن زمان استودیوی فیلمسازی کاپولا امریکن زوتروپ، بیش از ۴۰۰٬۰۰۰ دلار به برادران وارنر به دلیل افزایش هزینه ساخت فیلم تی‌اچ‌اکس ۱۱۳۸ بدهکار بود، همچنین کاپولا در آن زمان در وضعیت مالی ضعیفی قرار داشت. در پایان با توصیه دوستان و خانواده‌اش، کاپولا تصمیم اولیه خود را تغییر داد و کارگردانی این اثر را بر عهده گرفت.
فرانسیس فورد کاپولا در ۲۸ سپتامبر ۱۹۷۰ به عنوان کارگردان پدرخوانده اعلام شد. کاپولا با پارامونت برای دریافت ۱۲۵٬۰۰۰ دلار و شش درصد از فروش ناخالص فیلم به توافق رسید. کاپولا بعد از بازخوانی دوباره رمان متوجه وجود مفاهیم عمیق‌تری در داستان پدرخوانده شد. به همین دلیل او تصمیم گرفت که فیلم نباید فقط در مورد جنایات سازمان‌یافته مافیا باشد، بلکه باید تاریخچه‌ایی از داستان زندگی خانواده کورلیونه باشد که اشاره به فرهنگ سرمایه‌داری در جامعه آمریکا نیز داشته باشد.

#### کاپولا و پارامونت
قبل از شروع ساخت پدرخوانده، پارامونت در حال پشت سر گذاشتن دوران بحرانی در خود بود. مازاد بر شکست فیلم برادری دیگر فیلم‌های پارامونت به مانند: لیلی عزیز، واگنت را رنگ کن و واترلو بسیار بیشتر از بودجه اولیه خود خرج کرده بوند و درگیشه نیز فروش خوبی نداشتند.
بودجه این فیلم در ابتدا ۲٫۵ میلیون دلار بود اما با افزایش محبوبیت کتاب، کاپولا خواستار بودجه بالاتری شد و در نهایت بودجه بیشتری را دریافت کرد.

مدیران پارامونت می‌خواستند فیلم در زمان معاصر شهر کانزاس باشد تا بتوانند آن را در استودیو خود فیلمبرداری کنند و هزینه ساخت فیلم را کاهش دهند.
کاپولا با این تصمیم مخالفت کرد. او می‌خواست فیلم را در همان دوره زمانی رمان یعنی دهه‌های ۱۹۴۰ و ۱۹۵۰ بسازد.
دلایل کاپولا عبارت بودند از: دوران خدمت گذاری مایکل کورلئونه در تفنگداران دریایی، ظهور شرکت‌های بزرگ در آمریکا، و آمریکا در سال‌های پس از جنگ جهانی دوم.

در آن زمان، رمان پدرخوانده یکی پس از دیگری به موفق و فروش بیشتری دست پیدا می‌کرد، بنابراین درخواست‌های کاپولا درنهایت برآورده شدند.
درنهایت مدیران پارامونت به کاپولا جواز فیلمبرداری در نیویورک و سیسیل را دادند.
چارلز بلوهدورن، مدیر اجرایی گولف+وسترن، از کاپولا به خاطر تعداد بیش از حد برگزاری کلاس‌های انتخاب بازیگر که هیچ‌کدام منجر به انتخاب نهایی بازیگری برای فیلم نشد، گله‌مند بود.
ساخت فیلم به دلیل بلاتکلیفی و درگیری‌های کاپولا با پارامونت منجر به کند شدن روند ساخت آن شد، که در نهایت روزی ۴۰٫۰۰۰ دلار به پارامونت ضرر وارد می‌کرد.
در نهایت با افزایش هزینه‌ها پارامونت جک بالارد، معاون ریاست وقت خود را به بازرسی مراحل ساخت فیلم مأمور کرد.

در میان ساخت پدرخوانده، کاپولا احساس می‌کرد که هر لحظه ممکن است اخراج شود؛ زیرا او می‌دانست که مدیران پارامونت از بسیاری از تصمیم‌هایی که گرفته بود راضی نیستند. کاپولا متوجه شده بود که ایوانز از الیا کازان خواسته تا کارگردانی فیلم را بر عهده بگیرد، زیرا پارامونت احساس می‌کرد که کاپولا تجربه کافی برای اینکه بتواند با افزایش حجم تولید فیلم کنار بیاید را ندارد.
کاپولا همچنین متقاعد شده بود که تدوین گر فیلم آرام آواکیان، و دستیار کارگردان استیو کستنر، در پی اخراج او هستند. آواکیان به ایوانز شکایت کرده بود که نمی‌تواند صحنه‌ها را به درستی تدوین کند زیرا کاپولا به اندازه کافی از سکانس‌ها فیلم تهیه نمی‌کند. اما ایوانز از مراحل ساخت فیلم راضی بود و به کاپولا اجازه داد که اگر می‌خواهد هر دوی آنها را اخراج کند. کاپولا بعداً توضیح داد: «من مانند پدرخوانده، قبل از اینکه آن‌ها بخواهند من را اخراج کنند، اخراجشان کردم. کسانی که بیش تر از همه برای اخراج من تلاش می‌کردند را، من اخراج کردم.» مارلون براندو نیز تهدید کرده بود که در صورت اخراج کاپولا استعفا خواهد داد.
پارامونت به دنبال جذب مخاطب عامه و حداکثری برای پدرخوانده بود. به همین دلیل کاپولا را تهدیده کرده بو که اگر در فیلم صحنه‌های خوشنت‌آمیز را افزایش ندهد، خود پارامونت این کار راه خواهد کرد. کاپولا نیز چندین صحنه خشونت‌آمیز جدید به فیلم اضافه کرد تا استودیو را راضی نگه دارد. سکانسی که در آن کانی پس از اینکه متوجه می‌شود کارلو به خواهرش خیانت کرده‌است و ظروف غذا خوری را خرد می‌کند، به همین دلیل اضافه شد.

### فیلم‌نامه

از راست به چپ:آلبر اس. رودی، رابرت اوانز ،فرانسیس فورد کوپولا ،ماریو پوزو

در ۱۴ آوریل ۱۹۷۰ فاش شد که پوزو با مبلغ ۱۰۰٬۰۰۰ دلار به همراه درصدی از سود فیلم به استخدام پارامونت درآمد تا روی فیلم‌نامه پدرخوانده کار کند.
کاپولا می‌خواست مضامین فرهنگی، خلق و قوی شخصیت‌ها، قدرت و خانواده را در رأس فیلم قرار بگیرد، در حالی که پوزو می‌خواست جنبه‌های بیشتری از رمان خود را حفظ کرده و به فیلم‌نامه اضافه کند.

پیش نویس اولیه فیلم که ۱۵۰ صفحه بود را پوزو در ۱۰ اوت ۱۹۷۰ به پایان رساند.
پس از استخدام کاپولا به عنوان کارگردان، پوزو و کاپولا هر دو بر روی فیلم‌نامه به صورت جداگانه کار کردند. پوزو پیش‌نویس فیلم‌نامه خود در لس آنجلس نوشت، در حالی که کاپولا نسخه خود را در سانفرانسیسکو کامل کرد.

کاپولا کتابی درست کرد که در آن صفحاتی از کتاب پوزو را پاره کرده و آن‌ها را در کتاب خودش می‌چسباند. در این کتاب، او در مورد هر یک از پنجاه صحنه رمان یادداشت‌هایی را یادداشت می‌کرد که به موضوعات اصلی در هر صحنه مربوط می‌شد. در ادامه بر اینکه هر صحنه از کتاب باید کجای فیلم گنجانده شود، و همراه با ایده‌ها و مفاهیمی که می‌توان در هنگام فیلمبرداری از آنها استفاده کرد تا فیلم به فرهنگ ایتالیایی نزیکتر شود نیز، یادداشت‌هایی می‌نوشت.
این دو در زمانی که فیلمنامه‌هایشان را می‌نوشتند با یکدیگر در تماس بودند و با هم تصمیم می‌گرفتند چه چیزی را در فیلم‌نامه گنجانده شود و چه چیزی را از فیلم‌نامه نهایی حذف کنند.

پیش‌نویس دوم فیلم‌نامه در ۱ مارس ۱۹۷۱ تکمیل شد و ۱۷۳ صفحه بود. فیلم‌نامه نهایی در ۲۹ مارس ۱۹۷۱ به پایان رسید و ۱۶۳ صفحه بود، ۴۰ صفحه بیشتر از آنچه بود که پارامونت از آنان درخواست کرده بود.
کاپولا هنگام فیلمبرداری از آن کتابی که در زمان نوشتن نهایی فیلم‌نامه ساخته بود، استفاده می‌کرد تا به ساخت فیلم کمک کند. رابرت تاون فیلمنامه‌نویس آمریکایی نیز بر روی فیلم‌نامه به آن دو کمکی می‌کرد، به ویژه در صحنه باغ که در آن پاچینو با براندو صحبت می‌کند. هرچند که در عوامل فیلم به اسم رابرت تاون به عنوان فیلمنامه‌نویس اشاره‌ایی نمی‌شود.
با وجود نوشتن سه فیلم‌نامه، برخی از صحنه‌های فیلم هنوز نوشته نشده بودند و در حین فیلمبرداری نوشته شدند.
سازمان مدنی ایتالیایی-آمریکایی به رهبری جوزف کلمبو، مدعی شد که فیلم بر اساس کلیشه‌های رایج ایتالیایی-آمریکایی تأکید دارد. او می‌خواست تمام کلمات مافیا و کوزا نوسترا از فیلم‌نامه حذف شود. این سازمان همچنین درخواست کرد که تمام پول به دست آمده از پیش‌نمایش پدرخوانده به حساب این سازمان ریخته شده تا برای ساخت بیمارستان جدید اختصاص یابد. کاپولا اظهار داشت که فیلم‌نامه پوزو فقط در دو مورد حاوی کلمه مافیا است، در حالی که کلمه کوزا نوسترا اصلاً استفاده نشده‌است. هرچند پارامونت این دو کلمه را با توجه به اینکه به داستان آسیب وارد نشود با اصطلاحات دیگری جایگزین کرد. در نهایت فیلم‌نامه پدرخوانده مورد پسند این سازمان قرار گرفت.

پیش از این نیز، شیشه‌های ماشین آلبر اس. رودی تهیه‌کننده فیلم با شلیک گلوله خورد شده بودند و بر روی داشبورد او یادداشتی با عنوان «فیلم را تعطیل کنید، وگرنه…» گذاشته بودند.

### انتخاب بازیگران
ماریو پوزو اولین کسی بود که از مارلون براندو خواست تا نقش دون ویتو کورلئونه را بازی کند. او با ارسال نامه‌ای به براندو براندو در آن برای او نوشته بود که: «تنها بازیگری هستی که می‌تواند نقش پدرخوانده را بازی کند». علی‌رغم میل پوزو، مدیران پارامونت به دلیل عملکرد ضعیف فیلم‌های اخیر او و همچنین خلق و خوی تند او مخالف حضور براندو بودند. براندو در مورد بازگشت به دنیای بازیگری مردد بود، اما منشی او آلیس مارچاک او را برای دادن تست نقش دون ویتو کورلینه متقاعد کرد.

کاپولا براندو را به لارنس اولیویه برای این نقش ترجیح داد، هرچند که مدیر برنامه‌های اولیویه نقش را رد کرد و ادعا کرد که اولیویه درحال حاضر کسالت دارد. با این حال، اولیویه در اواخر همان سال در فیلم کاراگاه به ایفای نقش پرداخت.
پارامونت بر این اصرار داشت که ارنست بورگنین باید این نقش را دریافت کند. جورج سی. اسکات، ریچارد کونته، آنتونی کوئین و اورسن ولز نیز گزینه‌های مورد نظر دیگر بودند.
بورگنین و ولز انتخاب اصلی پارامونت برای ایفای این نقش بودند.

پس از ماه‌ها کشمکش بین کاپولا و پارامونت بر سر براندو، در انتها بورگنین و براندو به عنوان دو گزینه پایانی انتخاب شدند. استنلی جافه رئیس پارامونت، براندو را ملزم به انجام تست بازیگری کرد. کاپولا نمی‌خواست به براندو توهین کند برای همین به براندو گفته بود که برای آزمایش تجهیزاتش نیاز به ایفای نقش کوچکی از او دارد.  برای گریم براندو توپ‌های پنبه‌ای را در گونه‌هایش می‌چسباند و موهایش را لاک کفش می‌زد تا تیره شود.
کاپولا نوار تست بازیگری براندو را در میان بقیه نوارهای تست بازیگری قرار داد در حالی که مدیران پارامونت در حال تماشا آن نوارها بودند. مدیران پارامونت تحت تأثیر بازی براندو قرار گرفتند و به کاپولا اجازه دادند تا براندو را برای این نقش انتخاب کند، اگر براندو دستمزد کمتری را بپذیرد و برای اطمینان از اینکه او هیچ تأخیری در تولید ایجاد نمی‌کند، تعهدی بدهد. در پایان براندو ۱٫۶ میلیون دلار از ایفای نقش در پدرخوانده به دست آورد.
از قبل شروع ساخت فیلم، کاپولا رابرت دووال را برای بازی در نقش تام هیگن در نظر داشت. پس از آزمایش چند بازیگر دیگر، انتخاب کاپولا در نهایت مورد تأیید تهیه‌کنندگان قرار گرفت و دووال این نقش را دریافت کرد.
آل مارتینو، خواننده مشهور آن زمان که در باشگاه‌های شبانه لاس وگاس خوانندگی می‌کرد، توسط یکی از دوستانش که رمان را خوانده بود از وجود شخصیتی به نام جانی فونتان مطلع شده بود. دوستش بر این باور بود که مارتینو به شخصیت جانی فونتان بسیار نزدیک است.
مارتینو سپس با آلبر اس. رودی تماس گرفت و او قبول کرد که نقش را به او بدهد. با این حال، پس از انتخاب کاپولا به عنوان کارگردان این نقش از او گرفته شده و به خواننده آمریکایی ویک دیمون داده شد.
به گفته مارتینو پس از اینکه این نقش از او سلب شد، او به سراغ پدرخوانده‌اش راسل بوفالینو که رئیس خانواده مافیایی بوفالینو بود رفت. سپس بوفالینو دستور انتشار چندین مقالات خبری در روزنامه و مجلات مختلف را داد که به تخریب وجه کاپولا می‌پرداختند.

ویک دیمون در نهایت از ایفای این نقش کناره گرفت زیرا نمی‌خواست که گروهای مافیایی را تحریک کند و مازاد بر این که دستمزد بسیار کمی برای این نقش به او داده می‌شد. بعد از کناره‌گیری دیمون نقش جانی فونتان به مارتینو داده شد.
کاپولا دایان کیتون را برای ایفای نقش کی آدامز در نظر داشت. او به دلیل متفاوت بودن اخلاقیات کیتون او را مناسب این نقش می‌دانست. کاپولا نقش فردو کورلیونه را به جان کازال واگذار کرد. کاپولا او را در حین ایفای نقش در تئاتر دیده بود.
جیانی روسو پس از اینکه از او خواسته شد تا تست بازیگری برای نقش کارلو ریزی انجام دهد، توانست نظر تهیه‌کنندگان و کاپولا جلب کند و نقش را دریافت کند.
با نزدیک شدن به شروع فیلمبرداری در ۲۹ مارس، هنوز بازیگری برای نقش مایکل کورلئونه انتخاب نشده بود. مدیران پارامونت به دنبال یک بازیگر محبوب مانند وارن بیتی یا رابرت ردفورد بودند.
ما تهیه‌کننده فیلم رابرت ایوانز می‌خواست که رایان اونیل این نقش را دریافت کند. آل پاچینو اولین انتخاب کاپولا برای این نقش بود، کاپولا می‌توانست به راحتی او را در حال پرسه‌زدن در حومه سیسیلی تصویر کند و اینکه در آن زمان پاچینو یک بازیگر گمنامی بود که شبیه یک ایتالیایی-آمریکایی بود.
با این حال، مدیران پارامونت دریافتند که پاچینو برای بازی در نقش مایکل به اندازه کافی بلند قد نیست.

داستین هافمن، مارتین شین، دین استاکول و جیمز کان نیز برای بازی در این نقش تست دادند. نقش مایکل به برت رینولدز پیشنهاد شد، اما مارلون براندو تهدید کرد که در صورت استخدام رینولدز استعفا می‌دهد، بنابراین رینولدز این نقش را رد کرد.
به جک نیکلسون نیز این نقش پیشنهاد شد، اما چون احساس می‌کرد اما این نقش را رد کرد.
جیمز کان توسط مدیران پارامونت مورد توجه قرار گرفت و در ابتدا نقش مایکل را به او داده شد، و نقش سانی کورلئونه به کارمین کاریدی اعطا شد، اما کاپولا همچنان اصرار داشت که پاچینو نقش مایکل را بازی کند. ایوانز در نهایت پذیرفت و به پاچینو اجازه داد تا نقش مایکل را داشته باشدو نقش سانی به جیمز کان داده شد.
ایوانز کان را به کاریدی ترجیح می‌داد زیرا کان هفت اینچ کوتاهتر از کاریدی بود که به قد پاچینو بسیار نزدیکتر بود. با وجود موافقت‌ها با بازی پاچینو در نقش مایکل، پاچینو هنوز قراردادی برای بازی در فیلم «اوباشانی که نمی‌توانست درست شلیک کنند» با استودیو ام جی ام داشت. اما در انتها دو استودیو به توافق رسیدند و پاچینو سه هفته قبل از شروع فیلمبرداری توسط پارامونت استخدام شد.
رابرت دنیرو در ابتدا برای بازی در نقش پاولی گاتو استخدام شد.
پس از اینکه آل پاچینو از فیلم اوباشانی که نمی‌توانست درست شلیک کنند کنار رفت، دنیرو نیز برای بازی در این فیلم از حضور در پدرخوانده استعفا داد.
دنیرو همچنین برای نقش سانی کورلئونه نیز مد نظر استودیو بود. پس از استعفای دنیرو، نقش گاتو به جانی مارتینو داده شد.
کاپولا چندین نقش از این فیلم را به اعضای خانواده خود داد. او به خواهرش، تالیا شایر نقش کانی کورلئونه را داد.
دخترش سوفیا که در آن زمان یک نوزاد بود به عنوان مایکل فرانسیس ریزی، پسر تازه متولد شده کانی و کارلو ظاهر شد.
کارمینه کاپولا پدر کاپولا، در فیلم به عنوان یک نوازنده پیانو در یکی از صحنه‌های فیلم ظاهر می‌شود. همسر، مادر و دو پسر کاپولا همگی به عنوان سیاهی لشکر در فیلم حضور دارند.
چندین نقش کوچکتر مانند لوکا برازی بعد آغاز فیلمبرداری انتخاب شدند.

### فیلمبرداری
قبل از شروع فیلمبرداری، بازیگران یک دوره دو هفته‌ای را برای تمرین نقش‌هایشان بایکدیگر گذارندند، که بخشی از آن شامل یک مهمانی بود که در آن هر بازیگر باید در تمامی زمانی که در مهمانی بود نقش شخصیت خود را بازی می‌کرد. فیلمبرداری قرار بود در ۲۹ مارس ۱۹۷۱ با سکانسی‌ که در آن مایکل کورلئونه و کی آدامز برای خرید سال نو به مغازه «بست اند کو» می‌روند، آغاز شود. هواشناسی در ۲۳ مارس بارش برف سنگینی را پیش‌بینی کرد که باعث شد، رودی تاریخ فیلمبرداری را با تأخیر آغاز کند. اما بارش برف رخ نداد و در پایان از دستگاه برف‌ساز برای فیلمبرداری استفاده شد.
فیلمبرداری تا ۲ ژوئیه ۱۹۷۱ در نیویورک ادامه یافت. کاپولا قبل از رفتن به سیسیل برای ادامه فیلمبرداری در درخواست سه هفته استراحت کرد. پس از عزیمت عوامل فیلم به سیسیل، پارامونت اعلام کرد که تاریخ انتشار پدرخوانده به اوایل سال ۱۹۷۲ منتقل خواهد شد.
پارامونت به گوردون ویلیس فیلمبردار آمریکایی، پیشنهاد فیلمبرداری پدرخوانده را داد. اما او این پیشنهاد را رد کرد، زیرا او بر این باور بود که فیلمبرداری این فیلم سخت و مشکل خواهد بود. بعد از اینکه ویلیس فیلمبرداری پدرخوانده را قبول کرد، او و کاپولا تصمیم گرفتند که از تکنیک‌های مدرن فیلمبرداری به مانند؛ بالگرد و لنز زوم استفاده نکنند. کاپولا و ویلیس تصمیم گرفتند که از تکنیک «فیلمبرداری بومی» استفاده کنند تا بیننده بتوانند فیلم را به مانند یک نقاشی ببیند. ویلیس با استفاده از سایه و نور کم تلاش کرد تا احساسات و تغییر بافت فکری شخصیت‌ها در طول فیلم را، به نمایش بگذارد. همچنین کاپولا و ویلیس تصمیم گرفتند که در فیلم تقابل نور و تاریکی و اثر آن‌ها بر یکدیگر را در فیلمبرداری سکانس‌های خود در نظر بگیرند. ویلیس با استفاده از چند تکنیک تلاش کرد تا فیلم یک تم زرد مانند به خود بگیرد. سکانس‌های سیسیلی به گونه‌ایی فیلمبرداری شدند که در پس‌زمینه آن‌ها مناظر و طبیعت سیسیل قرار بگیرد، تا در این سکانس‌ها حس رمانتیک و زیبایی به بیننده القا شود و سکانس‌های سیسیل را از سکانس‌های نیویورک جدا کند.
یکی از تکان دهنده‌ترین سکانس‌های فیلم مربوط به سکانس سر بریده اسب در تخت خواب بود. محل فیلمبرداری این صحنه مورد مناقشه است. به گمان برخی از منابع این صحنه در «بورلی استیت» فیلم‌برداری شده‌است، در حالی که برخی دیگر بر این باور آن که فیلمبرداری آن در مجموعه «سندز پوینت پرزرو» جزیره لانگ آیلند فیلمبرداری شده‌است. کاپولا به خاطر این صحنه مورد انتقادات کوچکی قرار گرفت، اگرچه این سر از یک شرکت غذای سگ سازی خریداری شده بود که قرار بود کشته شود. در ۲۲ ژوئن، صحنه‌ای که سانی در آن کشته می‌شود، در باند فرود میچل فیلد در یونیوندیل فیلمبرداری شد. در آنجا سه باجه عوارض همراه با ریل‌های محافظ و بیلبوردهایی تبلیغاتی ساخته شد. ماشین سانی یک لینکلن کانتیننتال ساخت سال ۱۹۴۱ (میلادی) بود که با دریل سوراخ‌هایی در آن سوراخ شده بودند تا شبیه سوراخ گلوله باشند. فیلمبرداری این صحنه سه روز طول کشید و بیش از ۱۰۰۰۰۰ دلار هزینه داشت.
درخواست کاپولا برای فیلمبرداری در لوکیشن توسط پارامونت مورد قبول واقع شد. تقریباً ۹۰ درصد فیلم در شهر نیویورک و حومه آن فیلمبرداری شد. بیش از ۱۲۰ لوکیشن مجزا برای فیلمبرداری استفاده شد. چندین سکانس در فیلم‌وی واقع در شرق محله هارلم فیلمبرداری شدند. بخش‌های دیگر فیلم در کالیفرنیا یا در سیسیل فیلم‌برداری شده‌است. صحنه‌هایی که در لاس‌وگاس اتفاق می‌افتد در لوکیشن فیلمبرداری نشده‌اند، زیرا بودجه کافی موجود برای این کار نبود. دو شهر ساوکا و فورتزا دآجرو لوکیشن‌های فیلم‌برداری در سیسیل بودند. صحنه افتتاحیه عروسی در محله‌ایی از استتتن آیلند با پیش از ۷۵۰ نفر از مردم محلی به عنوان سیاهی لشکر فیلمبرداری شد.
خانه خانواده کورلئونه و محل عروسی در خیابان لانگفلو محله تات هیلِ استاتن آیلند بود. دیوار اطراف خانه کورلئونه از فوم پلی اتیلن ساخته شده بود.
صحنه‌های دفتر شرکت تجارت روغن زیتون خانواده کورلئونه در دفتری در خیابان مات استرییت فیلمبرداری شده بودند.
پس از پایان فیلمبرداری در ۷ اوت، تدوین و پروسه پس‌تولید پدرخوانده آغاز شد. علاوه بر این تهیه‌کنندگان و کاپولا همچنان در حال آزمایش سکانس‌های مختلف و چپیدمان آن‌ها در تدوین پایانی فیلم بودند. در ماه سپتامبر اولین نسخه فیلم به نمایش پارامونت درآمد. بسیاری از سکانس‌های حذف شده از فیلم حول محور سانی بودند و حذف آن‌ها به این دلیل بود که باعث پیشبرد داستان نمی‌شدند. تا ماه نوامبر همان سال کاپولا و تدوین‌گران فیلم ویلیام اچ. رینولدز و پیتر زینر، دومین تدوین نسخه پدرخوانده را به پایان رساندند.
بحث بر سر اینکه چه کسانی در تدوین نهایی فیلم دست داشته‌اند هنوز ادامه دارد. نسخه نهایی پدرخوانده در اواخر دسامبر ۱۹۷۱ و ژانویه ۱۹۷۲ برای کارکنان و مدیران پارامونت به نمایش درآمد.

## موسیقی
کاپولا آهنگساز ایتالیایی، نینو روتا را برای ساخت آهنگ اصلی فیلم انتخاب کرد. نینو روتا آهنگ به نرمی سخن بگو عشق را برای پدرخوانده سرود و ضبط کرد. او برای موسیقی این فیلم از ترکیب خاصی از موسیقی جاز ایتالیایی با موسیقی سیسیلی استفاده کرد. روتا سبک آهنگ‌ها را به نحوی تنظیم کرد که با موقعیت‌ها و شخصیت‌های فیلم ارتباط داشته باشند. روتا بخش‌هایی از موسیقی متن پدرخوانده را با موسیقی فیلم فورتونلا که خود در سال ۱۹۵۸ آن را تنظیم کرده بود، ترکیب کرد. دلیل این کار او برای افزایش احساس تراژدیک فیلم بود. در ابتدا ایوانز تهیه‌کننده فیلم موسیقی نینو روتا را مناسب پدرخوانده نمی‌دانست و تصمیم بر آن داشت تا از آن در فیلم استفاده نکند، اما در پایان کاپولا توانست او را راضی کند.  کاپولا معتقد بود که موسیقی روتا حس ایتالیایی بیشتری به فیلم می‌بخشد.
پدر کاپولا کارمین نیز، چندین قطعه موسیقی برای پدرخوانده تنظیم کرد به عنوان مثال موسیقی که در صحنه عروسی توسط گروه موسیقی اجرا می‌شود را کارمین تنظیم کرده‌است.
چندین قطه دیگر شامل C'è la luna mezzo mare و Non so più cosa son که از اپرا عروسی فیگارو هستند در پدرخوانده استفاده شده‌اند. پارامونت رکوردز، صفحه گرام موسیقی متن پدرخوانده را در سال ۱۹۷۲ منتشر کرد، سی دی آن در سال ۱۹۹۱ توسط گفن رکوردز منتشر شد و نسخه دیجیتالی آن توسط گفن رکوردز در ۱۸ اوت ۲۰۰۵ منتشر شد. این آلبوم شامل بیش از ۳۱ دقیقه موسیقی است که در فیلم استفاده شده‌است که بیشتر آن توسط روتا ساخته شده‌است. همچنین یکی از آهنگ‌ها توسط کاپولا و دیگری توسط جانی فارو و مارتی سایمز نوشته شده‌است. مجله آل موزیک پنج از پنج را به این آلبوم داد. سردبیر مجله فیلمتِرک معتقد بود روتا در ارتباط دادن موسیقی با جنبه‌های اصلی فیلم موفق بوده‌است.

## اکران

### اکران سینمایی

اکران پدرخوانده در فیلارمونیک نیویورک به همراه ارکستر نیویورک

اولین نمایش پدرخوانده در سینما تئاتر لویز در نیویورک در ۱۴ مارس ۱۹۷۲ بود. پدرخوانده تقریباً سه ماه پس از تاریخ اکران اولیه خود که برای روز کریسمس سال ۱۹۷۱ بود اکران شد. سود حاصل از شب اول اکران پدرخوانده به باشگاه پسران نیویورک اهدا شد. قبل از اکران فیلم، پدرخوانده توانسته بود ۱۵ میلیون دلار از پیش پرداخت حق اکران فیلم در ۴۰۰ سالن مختلف سینما در سراسر آمریکا سود حاصل کند. در ۱۵ مارس ۱۹۷۴ پدرخوانده در پنج سالن در نیویورک (تئاتر لویز ۱ و ۲، اورفیوم، سین و توور استیت) اکران شد.  بعد از آن در ۱۷ مارس در سینما امپریال در تورنتو اکران شد و سپس در ۲۲ مارس در دو سالن سینما در شهر لس انجلس کالیفرنیا اکران شد. سرانجام پدر خوانده در ۲۴ مارس ۱۹۷۲ در سراسر ایالات متحده با ظرفیت ۳۱۶ سالن سینما اکران شد. 

### اکران در ایران

بریده ایی از تبلیغ پدرخوانده در روزنامه اطلاعات (سال ۱۳۵۲)

پدرخوانده از آبان۱۳۵۲ در سه سینمای شهرفرنگ، گلدن‌سیتی و شهر تماشا اکران عمومی شد و شهر تماشا پدرخوانده را به‌عنوان فیلم افتتاحیه‌اش به نمایش درآورد. سینماهای کسری و تخت‌جمشید هم آن را بر پرده بردند. درنهایت پدرخوانده جزو فیلم‌های پرفروش سال ۵۲ ایران شد.

### پخش خانگی
حق پخش تلویزیونی پدرخوانده برای یک بار نمایش در دو شب به قیمت ۱۰ میلیون دلار به ان بی سی فروخته شد، که در ان زمان همچنین رقمی برای نمایش تلویزیونی بی‌سابقه بود. پدرخوانده تنها با چند ویرایش جزئی توسط ان بی سی پخش شد.
نیمه اول فیلم شنبه ۱۶ نوامبر ۱۹۷۴ و نیمه دوم آن دو روز بعد پخش شد. قسمت اول تلویزیونی پدرخوانده با میانگین امتیاز نیلسن ۳۸٫۲ و سهم تماشاگران ۵۹ درصد توانست مخاطبان پیش از معلولی را جذب خود کند و آن را به هشتمین فیلم پربیننده در یک شبکه تلویزیونی تبدیل کرد. همچنین پخش نیمه دوم آن توانست رتبه سوم پربیننده‌ترین فیلم سینمایی در تلویزیون را با امتیاز نیلسن ۳۹٫۴ و سهم تماشاگران ۵۷ درصد به دست آورد. دو فیلم دیگر که از پدرخوانده پربیننده تر بودند فیلم فرودگاه و داستان عشق هستند. این پخش تلویزیونی انتظارات برای ساخت دنباله پدرخوانده را افزایش داد. 
در سال بعد، کاپولا «حماسه پدرخوانده» را برای پخش در تلویزیون ساخت که در آن دو فیلم پدرخوانده و پدرخوانده قسمت دوم را به همراه چند سکانس استفاده نشده در اکران سینمایی درست کرد. حماسه پدرخوانده محتوای خشونت‌آمیز و صحنه‌های جنسی کمتری نسبت به نسخه اصلی دارد. حماسه پدرخوانده برای اولین بار در ۱۸ نوامبر ۱۹۷۷ در شبکه ان بی سی پخش شد.
در سال ۱۹۸۱ پارامونت مجموعه باکس ست به نام «داستان پدرخوانده» را منتشر کرد که دو فیلم اول مجموعه پدرخوانده را به ترتیب زمانی بازگو می‌کند. این باکس ست با صحنه‌های اضافی که در نسخه اکران اولیه نبودند عرضه شد، اما برعکس نسخه تلویزیونی هیچ سکانسی از این نسخه سانسور نشده‌است.  پس از انتشار قسمت سوم پدرخوانده، پارامونت سه‌گانه پدرخوانده در سال ۱۹۹۲ منتشر کرد.
«خانواده پدرخوانده: بررسی فیلم پدرخوانده» یک مستند ۷۳ دقیقه‌ای بود کهدر سال ۱۹۹۱ منتشر شد. این مستند به کارگردانی جف وارنر، شامل برخی از پشت صحنه‌های هر سه فیلم، مصاحبه با بازیگران و تست‌های بازیگران بود.

#### پخش دی‌وی‌دی
پدرخوانده به همراه دو قسمت دیگرش در سال ۲۰۰۱ برای اولین بار روی دی‌وی‌دی رفت. کمی بعد این سه دی‌وی‌دی به همراه یک دیسک پشت صحنه در یک مجموعه با عنوان پدرخوانده: کلکسیون دی‌وی‌دی به بیرون عرضه شد.
دفعه‌ای دیگر در سال ۲۰۰۷ این مجموعه فیلم دوباره بر روی دی‌وی‌دی عرضه شد. این بار بر روی پنج دیسک دی‌وی‌دی با عنوان تجدید کوپولا. این دی وی دی همچنین شامل شجره نامه خانواده کورلئونه، جدول زمانی فیلم‌های «پدرخوانده» و فیلمی از سخنرانی‌های عوامل فیلم در جوایز اسکار بود. در اوایل ۲۰۰۸ نیز این مجموعه فیلم‌های کوپولا روی دیسک‌های بلوری به بازار آمد. همچنین سه سال بر روی نسخه ترمیم شده این فیلم با نظارت خود کاپولا کار شده‌است که در دوم مارس ۲۰۲۲ به صورت عمومی انتشار یافت.

### پدرخوانده: بازسازی کاپولا

دیوارنگاره پارامونت برای ۵۰ امین سالگرد اکران پدرخوانده

در طول اکران اصلی فیلم، نگاتیوهای اصلی آن فرسوده شده بودند زیرا که آنقدر از آن‌ها چاپ می‌شد تا تقاضا را برآورده کنند.
علاوه بر این نگاتیو ذخیره فیلم در آرشیو پارامونت گم شده بودند.
در سال ۲۰۰۶ کاپولا با استیون اسپیلبرگ که استودیو او دریم‌ورکس اخیراً توسط پارامونت خریداری شده بود برای کمک به بازسازی پدرخوانده تماس گرفت. رابرت ای. هریس برای نظارت بر بازسازی سه‌گانه پدرخوانده استخدام شد و ویلیس فیلمبردار فیلم نیز در بازسازی آن شرکت داشت.
روند بازسازی در نوامبر ۲۰۰۶ با تعمیر نگاتیوها آغاز شد تا بتوانند با کمک یک اسکنر دیجیتال فایل‌های 4K با وضوح بالا از نگاتیوها استخراج کنند. اگر یک نگاتیو آسیب دیده بود یا تغییر رنگ داده بود، به صورت دیجیتالی تعمیر و بهبود داده می‌شد.
مرمت پروژه نزدیک به یک سال و نیم طول کشید. پارامونت محصول نهایی را پدرخوانده: بازسازی کاپولا نامید و آن را در ۲۳ سپتامبر ۲۰۰۸ به صورت دی وی دی و بلوری منتشر کرد.
دیو کر منتقد روزنامه نیویورک تایمز بر این باور بود که این بازسازی «یادآور دوران طلایی فیلم‌های سینمایی» است. پدرخوانده: بازسازی کاپولا مورد استقبال و تحسین منتقدان و خود کاپولا قرار گرفت. این نسخه شامل چندین ویژگی خاص و جدید بود که قبل از این منتشر نشده بودند (از جمله صحنه‌های اضافی، فیلم‌های پشت صحنه و غیره).
پارامونت پیکچرز سه‌گانه پدرخوانده را برای اکران محدود سینمایی به مناسبت پنجاهمین سالگرد اکران پدرخوانده اکران کرد. نسخه‌های بلوری و بلوری 4K آن نیز در ۲۲ مارس ۲۰۲۲ منتشر شدند.

## فروش در گیشه و بازخورد منتقدان
پدرخوانده فیلم پرفروش سال شد و رکوردهای گیشه بسیاری را شکست و توانست پرفروش‌ترین فیلم سال ۱۹۷۲ آمریکا شود. فروش روز افتتاحیه فیلم از پنج سالن ۵۷٫۸۲۹ دلار بود و همچنین قیمت بلیت برای فیلم پدرخوانده از ۳ دلار به ۳/۵ دلار افزایش یافته بود.
قیمت‌ها در نیویورک در آخر هفته اول اکران بیشتر شد و به ۴ دلار رسید و تعداد سانس‌های از چهار بار در روز به هفت بار در روز افزایش یافت.
پدرخوانده در هفته اول اکران خود در تورنتو ۶۱٫۶۱۵ دلار، در نیویورک ۲۴۰٫۷۸۰ و درمجموع ۴۵۴٫۰۰۰ در هفته اول خود در این دو شهر فروش داشت.
این فیلم در هفته دوم ۴۵۴٫۰۰۰ دلار در نیویورک، ۱۱۵٬۰۰۰ دلار در تورنتو فروخت که در مجموع فروش پدرخوانده در این دو شهر به مبلغ ۵۶۸٬۸۰۰ رسید. پدرخوانده توانست به رتبه اول گیشه سینما آمریکا راه پیدا کند. در پنج روز اول اکران سراسری خود در آمریکا توانست ۶/۸ میلیون دلار بفروشد و فروش گیشه خود را به ۷٫۳۹۷٫۱۶۴ دلار برساند. در هفته بعد از ان مجموع گیشه پدرخوانده به ۱۷٬۲۹۱٬۷۰۵ دلار رسید. پدرخوانده تا ۹ آوریل ۸/۷ میلیون دلار دیگر فروخت و مجموعه فروش این فیلم نیز به به ۲۶٫۰۰۰٫۸۱۵ دلار رسید. این فیلم پس از ۱۸ هفته همچنان در رتبه یکم گیشه آمریکا قرار داشت و ۱۰۱ میلیون دلار نیز فروخته بود. پدرخوانده رکورد فروش سریع‌ترین فیلمی که بتواند به ۱۰۰ میلیون دلار برسد را دارا هست.
برخی از مجلات خبری در آن زمان اعلام کردند که پدرخوانده اولین فیلمی است که ۱۰۰ میلیون دلار ایلات متحده فروخته‌است، اما در واقع این رکورد متعلق به فیلم اشک‌ها و لبخندها بود که در سال ۱۹۶۵ منتشر شد.
پدرخوانده به مدت پنج هفته دیگر در رتبه اول در ایالات متحده باقی ماند و در مجموع ۲۳ هفته متوالی را در رتبه نخست گیشه ایالات متحده گذراند. در هفته ۲۴ جای خود را به فیلم پروانه‌ها آزادند داد ولی در هفته ۲۵ بار دیگر به رتبه نخست رسید.
پدرخوانده ۸۱/۵ میلیون دلار در گیشه ایالات متحده و کانادا در طول اکران اولیه خود فروش داشت. در اکران دوباره خود در سال ۱۹۷۳ توانست به فروش ۸۵/۷ میلیون دلاری دست پیدا کند. پدرخوانده یک بار دیگر در سال ۱۹۹۷ در ایلات متحده اکران شد.
درنهایت فروش این فیلم در این دو کشور به ۱۳۵ میلیون دلار رسید. پدرخوانده جای فیلم بر باد رفته را در فهرست پرفروش‌ترین فیلم در شبکه نمایش خانگی گرفت.
پدرخوانده تا زمان انتشار فیلم آرواره‌ها در شبکه نمایش خانگی، در رتبه نخست این فهرست باقی ماند. این فیلم موفقیت داخلی خود را در خارج از کشور نیز تکرار کرد و توانست ۱۴۲ میلیون دلار بفروشد. بر اساس مقاله لس آنجلس تایمز مورخ ۱۳ دسامبر ۱۹۷۲، سود پدرخوانده به قدری بالا بود که درآمد صنایع گلف اند وسترن که مالک پارامونت بود، از ۷۷ سنت به ازای هر سهم به ۳/۳ دلار افزایش یافت.
از سال ۱۹۹۷ پدرخوانده هشت بار دیگر اکران شد و بین ۲۵۰ میلیون دلار و ۲۹۱ میلیون دلار در گیشه جهانی فروش داشته‌است. با احتساب تورم قیمت بلیت در ایالات متحده، در میان فهرست ۲۵ فیلم پردرآمد این کشور قرار می‌گیرد.

### بازخورد منتقدان
پدرخوانده مورد تحسین و تشویق منتقدان سینما در زمان انتشار خود شد و به عنوان یکی از بهترین و تأثیرگذارترین فیلم‌های تمام دوران، به‌ویژه در ژانر گانگستری شناخته می‌شود. میانگین امتیاز پدر خوانده در وبگاه راتن تومیتوز بر اساس ۱۵۱ نقد منتقدان امتیاز ۹٫۴/۱۰ است و از دید کاربران آن وبگاه امتیاز ۹۷ درصد را گرفته است. در توضیحات خلاصه این وبگاه آمده: «این فیلم یکی از بزرگترین و موفق‌ترین فیلم‌های تاریخ هالیوود است، چه در زمینه هنری و چه در فروش گیشه خود.» پدرخوانده تمام ساختار یک فیلم درجه یک را دارد؛ این فیلم نه تنها از انتظارات اولیه فراتر رفته، بلکه شاخصه‌های جدیدی را در سینمای آمریکا ایجاد کرده است. وبگاه متاکریتیک که از روش محاسبه میانگین وزنی برای امتیازات خود استفاده می‌کند، بر اساس ۱۶ نقد منتقدان، امتیاز ۱۰۰ از ۱۰۰ را به پدرخوانده داده است. پدرخوانده در "فیلم وب" یک وبگاه نقد لهستانی، بر اساس ۳۵ نقد منتقدان، امتیاز ۸٫۹ از ۱۰ را دریافت کرده است.
راجر ایبرت منتقد روزنامه شیکاگو سان تایمز تلاش‌های کاپولا برای وفادار ماندن فیلم به رمان را مورد تحسین قرار داد، همچنین انتخاب او را برای قرار دادن فیلم در همان زمان رمان و توانایی فیلم در جذب بیننده در طول مدت زمان سه ساعته‌ فیلم را مورد ستایش قرار داد. ایبرت پدرخوانده را بهترین فیلم سال ۱۹۷۲ نامید. جین سیسکل منتقد روزنامه شیکاگو تریبون به این فیلم چهار از چهار داد و اظهار داشت که فیلم بسیار خوبی است.
اندرو ساریس منتقد روزنامه صدای دهکده معتقد بود که مارلون براندو نقش ویتو کورلئونه را به خوبی به تصویر می‌کشد و شخصیت او در هر صحنه‌ای که در آن ظاهر می‌شود را می‌دزد؛ اما احساس می‌کرد پوزو و کاپولا شخصیت مایکل کورلئونه را بیش از حد بر روی انتقام متمرکز کرده‌اند.
در ادامه، ساریس اظهار داشت که ریچارد کاستلانو، رابرت دووال و جیمز کان در نقش‌های خود را به خوبی بازی کرده‌اند.
پائولین کیل منتقد روزنامه نیویورکر می‌نویسد: «اگر بخواهیم نمونه‌ای از این که چگونه یک فیلم‌ می‌تواند هم تجاری باشد و هم جنبه هنری خود را نگه دارد، باید از پدرخوانده نام ببریم».
دژان تامسون از روزنامه واشنگتن پست نوشت: «پدرخوانده جواهری در سینما امروز هست و کاپولا دلیل اصلی موفقیت این فیلم است.»  وینسنت کانبی در نیویورک تایمز نوشت: «کاپولا یکی از خشن‌ترین و تکان دهنده‌ترین فیلم‌های تاریخ سینما را در باب زندگی آمریکایی درست کرده است. او ادامه داد که پدرخوانده فراتر از کلیشه‌های رایج فیلم‌های گنگستری ظاهر می‌شود.»  استنلی کوبریک کارگردان پرآوازه سینمای آمریکا براین باور بود که این فیلم بهترین بازیگران تاریخ را دارد و می‌تواند بهترینِ تاریخ سینما نیز باشد.  استیون اسپیلبرگ کارگردان آمریکایی پدرخوانده را در میان فیلم‌های مورد علاقه خود قرار داد. 
استنلی کافمن نویسنده مجله نیو ریپابلیک در نقد خود برداشت منفی از پدرخوانده داشت و مدعی شده بود که پاچینو در نقش خود خوب ظاهر نمی‌شود و مناسب برای این نقش نیست. او همچنین گریم براندو و موسیقی روتا را نیز پیش پا افتاده خواند. 
فیلم‌های مافیایی قبل از پدرخوانده معمولا فیلم‌های منفی شناخته می‌شدند. هرچند پدرخوانده خصوصیات منفی مافیا را به عنوان پاسخی به فسادهای جامعه ارائه می‌کند. اگرچه خانواده کورلئونه بسیار ثروتمند و قدرتمند در فیلم به نمایش گذاشته می‌شوند، اما هیچ صحنه‌ای که نشان‌ دهنده فحشا و قمار باشد نیست. جورج دی استفانو استدلال می‌کند که بستر فیلم صحنه‌هایی مانند زمانی که ویتو به جانی فونتان گریان می‌گوید: «مثل یک مرد رفتار کن» را فراهم می‌کند که بخش مهمی از جذابیت فیلم است.
جان پادهورتز منتقد امریکایی در چهلمین سالگرد انتشار پدرخوانده نوشت: «این فیلم نماد هنر عامیانه آمریکا است. پدرخوانده به مانند پایانی برای تمامی فیلم‌هایی است که قبل از خودش آمده‌اند.»  راجر ایبرت در یادداشت خود می‌نویسد: «پدرخوانده تنها فیلمی است که همه از آن به عنوان بهترین فیلم تاریخ یاد می‌کنند.»

## جوایز
پدرخوانده در سی امین جوایز گلدن گلوب نامزد هفت جایزه شد: بهترین فیلم درام، بهترین بازیگر نقش مکمل مرد برای جیمز کان، بهترین بازیگر مرد - درام برای آل پاچینو و مارلون براندو ، بهترین موسیقی، بهترین کارگردانی و بهترین فیلمنامه.  در سی‌امین جوایز گلدن گلوب که در ۲۸ ژانویه ۱۹۷۳ برگزار شد، پدرخوانده در بخش‌های بهترین فیلمنامه، بهترین کارگردانی، بهترین بازیگر مرد درام (برای مارلون براندو)، بهترین موسیقی متن و بهترین فیلم توانست برنده جایزه گلدن گلوب شود.
این فیلم نامزد ۱۱ جایزه اسکار و برنده ۴ اسکار شد، اما بعدها جایزه اسکار بهترین موسیقی متن اعطاشده به این فیلم پس گرفته و باطل شد.
| جایزه                                            | رده                                                               | نامزدی                                      | نتیجه    |
| ------------------------------------------------ | ----------------------------------------------------------------- | ------------------------------------------- | -------- |
| چهل و پنجمین دوره جوایز اسکار                    | جایزه اسکار بهترین فیلم                                           | آلبر اس. رودی                               | برنده    |
| چهل و پنجمین دوره جوایز اسکار                    | جایزه اسکار بهترین کارگردانی                                      | فرانسیس فورد کوپولا                         | نامزدشده |
| چهل و پنجمین دوره جوایز اسکار                    | جایزه اسکار بهترین بازیگر نقش اول مرد (نپذیرفت)                   | مارلون براندو                               | برنده    |
| چهل و پنجمین دوره جوایز اسکار                    | جایزه اسکار بهترین بازیگر نقش مکمل مرد                            | جیمز کان                                    | نامزدشده |
| چهل و پنجمین دوره جوایز اسکار                    | جایزه اسکار بهترین بازیگر نقش مکمل مرد                            | رابرت دووال                                 | نامزدشده |
| چهل و پنجمین دوره جوایز اسکار                    | جایزه اسکار بهترین بازیگر نقش مکمل مرد                            | آل پاچینو                                   | نامزدشده |
| چهل و پنجمین دوره جوایز اسکار                    | جایزه اسکار بهترین فیلم‌نامه اقتباسی                               | ماریو پوزو، فرانسیس فورد کوپولا             | برنده    |
| چهل و پنجمین دوره جوایز اسکار                    | جایزه اسکار بهترین طراحی لباس                                     | آنا هیل جانستو                              | نامزدشده |
| چهل و پنجمین دوره جوایز اسکار                    | جایزه اسکار بهترین تدوین                                          | ویلیام اچ. رینولدز، پیتر زینر               | نامزدشده |
| چهل و پنجمین دوره جوایز اسکار                    | جایزه اسکار بهترین میکس صدا                                       | پارلز گرنزباخ، ریچارد پورتمن، کریس نیومن    | نامزدشده |
| چهل و پنجمین دوره جوایز اسکار                    | جایزه اسکار بهترین موسیقی فیلم                                    | نینو روتا                                   | باطل شد  |
| بیست و ششمین دوره جوایز فیلم آکادمی بریتانیا     | جایزه بفتای بهترین بازیگر نقش اول مرد                             | مارلون براندو (همچنین برای The Nightcomers) | نامزدشده |
| بیست و ششمین دوره جوایز فیلم آکادمی بریتانیا     | جایزه بفتای بهترین بازیگر نقش مکمل مرد                            | رابرت دووال                                 | نامزدشده |
| بیست و ششمین دوره جوایز فیلم آکادمی بریتانیا     | جایزه بفتای برای خوش آتیه‌ترین بازیگر تازه‌وارد در نقش‌های اصلی فیلم | آل پاچینو                                   | نامزدشده |
| بیست و ششمین دوره جوایز فیلم آکادمی بریتانیا     | جایزه بفتای بهترین موسیقی فیلم                                    | نینو روتا                                   | برنده    |
| بیست و ششمین دوره جوایز فیلم آکادمی بریتانیا     | جایزه بفتای برای بهترین طراحی لباس                                | آنا هیل جانستون                             | نامزدشده |
| بیست و پنجمین دوره جوایز انجمن کارگردانان آمریکا | دستاورد برجسته کارگردانی در فیلم‌های سینمایی                       | فرانسیس فورد کوپولا                         | برنده    |
| سی‌امین مراسم گلدن گلوب                           | جایزه گلدن گلوب بهترین فیلم درام                                  |                                             | برنده    |
| سی‌امین مراسم گلدن گلوب                           | جایزه گلدن گلوب بهترین کارگردانی                                  | فرانسیس فورد کوپولا                         | برنده    |
| سی‌امین مراسم گلدن گلوب                           | جایزه گلدن گلوب بهترین بازیگر مرد فیلم درام                       | مارلون براندو                               | برنده    |
| سی‌امین مراسم گلدن گلوب                           | جایزه گلدن گلوب بهترین بازیگر مرد فیلم درام                       | آل پاچینو                                   | نامزدشده |
| سی‌امین مراسم گلدن گلوب                           | جایزه گلدن گلوب بهترین بازیگر نقش مکمل مرد                        | جیمز کان                                    | نامزدشده |
| سی‌امین مراسم گلدن گلوب                           | جایزه گلدن گلوب بهترین فیلم‌نامه                                   | ماریو پوزو و فرانسیس فورد کوپولا            | برنده    |
| سی‌امین مراسم گلدن گلوب                           | جایزه گلدن گلوب بهترین موسیقی                                     | نینو روتا                                   | برنده    |
| پانزدهمین دوره جوایز گرمی                        | بهترین موسیقی متن نوشته شده برای فیلم سینمایی یا تلویزیونی ویژه   | نینو روتا                                   | برنده    |
| بیست و پنجمین دوره جوایز انجمن نویسندگان آمریکا  | بهترین درام برگفته از رسانه‌ای دیگر                                | ماریو پوزو و فرانسیس فورد کوپولا            | برنده    |